# Cung điện Chowmahalla
Cung điện Chowmahalla hay Chowmahallat (tiếng Hindi: चौमोहल्ला पैलेस; tiếng Tamil: சௌமகல்லா அரண்மனை; tiếng Teguru: చౌమహల్లా పాలస్) là cung điện của các Nizam cai trị Nhà nước Hyderabad nằm ở Thành phố Hyderabad, Telangana, Ấn Độ ngày nay. Đây là nơi cư trú của các thành viên thuộc triều đại Asaf Jahi (1720-1948) và là nơi ở chính thức của Nizam xứ Hyderabad trong thời kỳ trị vì của họ, ngoại trừ vị Nizam cuối cùng là Mir Osman Ali Khan, ông ấy ở tại Cung điện Vua Kothi cho đến lúc qua đời. Hiện tại cung điện được chuyển đổi thành bảo tàng nhưng quyền sở hữu vẫn thuộc về gia đình Nizam.
Các cung điện được xây dựng tại vị trí của các công trình trước đó của triều đại Qutb Shahi và triều đại Asaf Jahi gần Charminar. Việc xây dựng cung điện như ngày nay được Nizam Ali Khan Asaf Jah II bắt đầu vào năm 1769. Ông ra lệnh xây dựng 4 cung điện để lấy lại danh pháp Chau Mahalla. Từ chār hay chahār, và biến thể của nó chow, có nghĩa là "bốn" và từ mahal có nghĩa là "cung điện" trong tiếng Urdu, tiếng Hindi và tiếng Ba Tư.

## Lịch sử

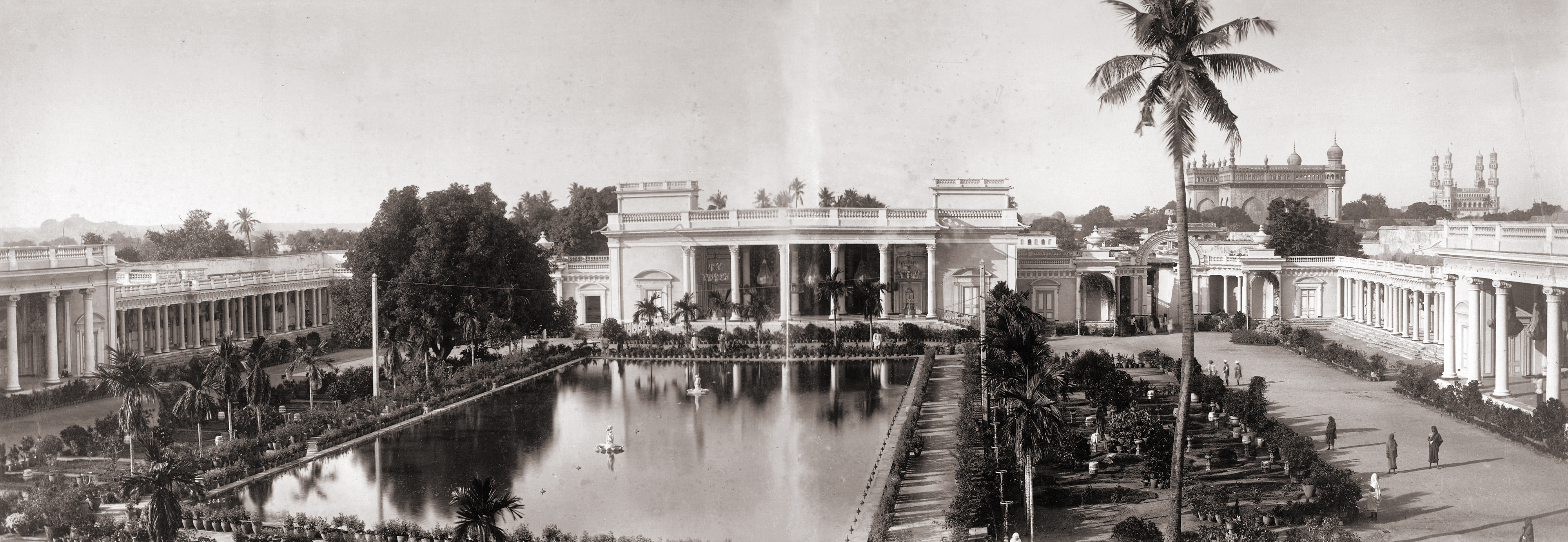
Toàn cảnh hai phần của Cung điện Chowmahalla ở Hyderabad, được chụp bởi Deen Dayal vào những năm 1880; Charminar và Mecca Masjid được nhìn thấy ở hậu cảnh (ngoài cùng bên phải)

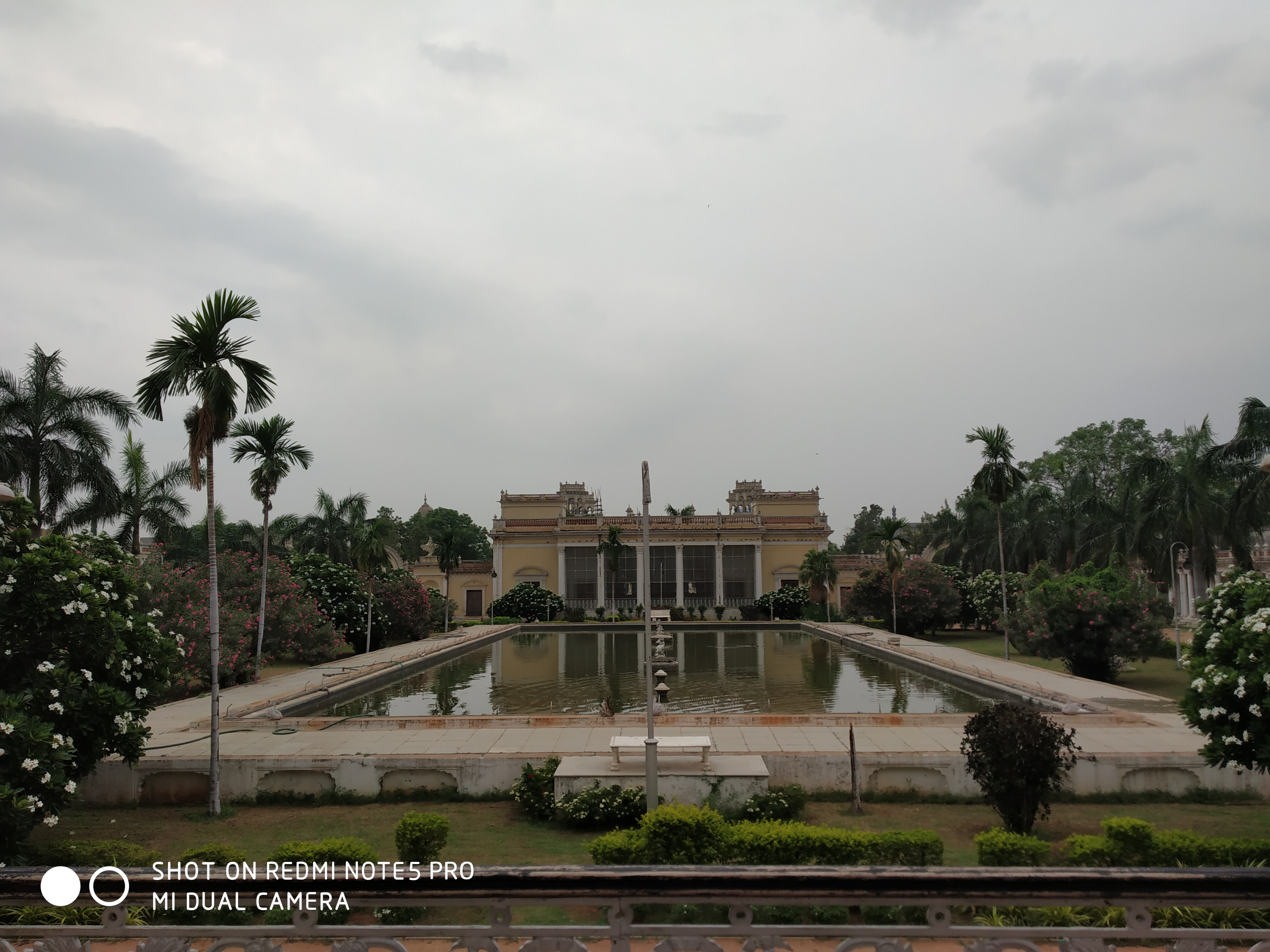
Hiển thị Sân phía Nam và Mặt tiền của Tehniyat Mahal

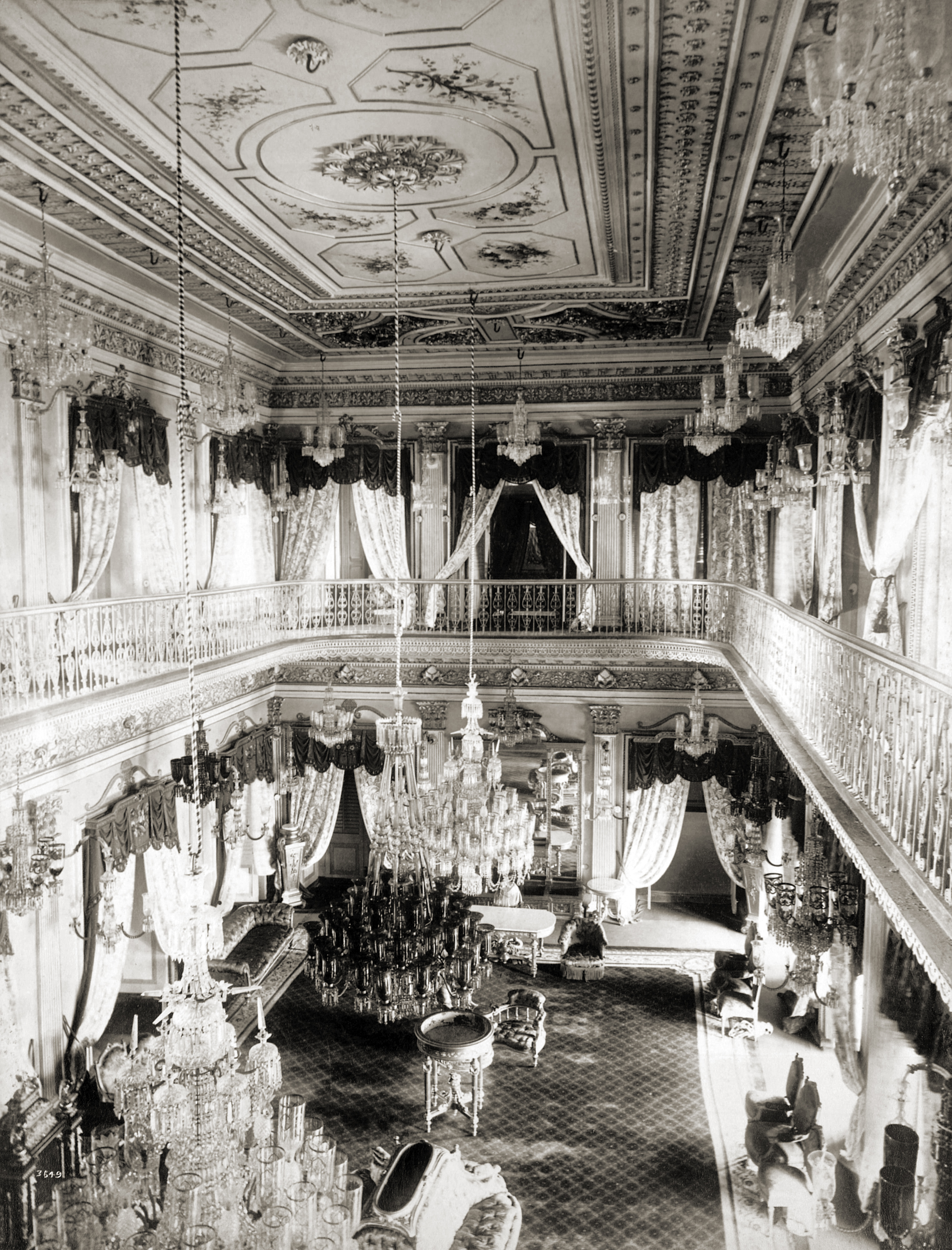
Phòng vẽ của Cung điện Chowmahalla

Trong khi Salabat Jung bắt đầu xây dựng vào năm 1750, nó đã được hoàn thành vào thời Asaf Jah V, trong khoảng thời gian từ 1857 đến 1869.
Cung điện độc đáo vì kiến trúc và sự sang trọng của nó. Việc xây dựng cung điện bắt đầu vào cuối thế kỷ XVIII và qua nhiều thập kỷ, sự tổng hợp của nhiều phong cách kiến trúc và ảnh hưởng đã xuất hiện. Cung điện bao gồm hai sân cũng như Khilwat (Sảnh Darbar) lớn, đài phun nước và khu vườn.[8] Cung điện ban đầu có diện tích 45 mẫu Anh (180.000 m2), nhưng ngày nay chỉ còn lại 12 mẫu Anh (49.000 m2). The palace originally covered 45 mẫu Anh (180.000 m2), but only 12 mẫu Anh (49.000 m2) remain today.